# Sonic Riders
Sonic Riders (яп. ソニックライダーズ Соникку Райда:дзу) — видеоигра серии Sonic the Hedgehog, изданная компанией Sega для консолей GameCube, Xbox и PlayStation 2 в 2006 году. Позднее игра была портирована на PC-совместимые компьютеры под управлением операционной системы Windows.
Игра выполнена в жанре гонки. Во время соревнований персонажи используют специальные воздушные доски «Extreme Gear», которые способны к полёту. Сюжет повествует о соперничестве команд Соника и Вавилона; целью последних является нахождение древних сокровищ своих предков. Помимо режима истории, в Sonic Riders представлены различные миссии и задания, открывающие доступ к дополнительным возможностям и персонажам, а также мультиплеер. Каждый персонаж в игре относится к одному из трёх типов: скорость, полёт и сила.
Sonic Riders совместно разрабатывалась студиями Sonic Team, Now Production и United Game Artists и создавалась к 15-летию со дня выхода первой игры Sonic the Hedgehog. Команда решила создать футуристическую игру, которая бы совмещала традиционные гоночные элементы из предыдущих частей франшизы и различные нововведения. После выхода игра получила неоднозначные отзывы от прессы. Из достоинств Sonic Riders рецензенты отмечали идею игры и визуальный стиль, но критиковали графику и неудобное управление. Несмотря на сдержанные оценки, в 2008 году Sega издала сиквел под названием Sonic Riders: Zero Gravity и в 2010 году Sonic Free Riders.

## Игровой процесс
Sonic Riders представляет собой гоночную игру, выполненную в трёхмерной графике. Действие игры происходит на уровнях, называемых трассами. В качестве гоночного средства персонажей выступают воздушные доски — «Extreme Gear». Начало любой гонки в игре ведётся с обратного отсчёта времени продолжительностью пять секунд, а стартовая черта на это время перекрывается электричеством. В этот промежуток времени персонаж игрока должен встать на линию старта. После открытия трассы протагонист становится на доску и игроку нужно управлять им уже на этом устройстве. На всех уровнях цель одна — персонажу нужно проехать три круга и пересечь финишную черту. На протяжении всей гонки ведётся счёт со статистикой прохождения и места в списке первенства. На трассах разбросаны кольца, сбор которых улучшает показатели скорости «Extreme Gear» и способности персонажа. Помимо колец, на зонах находятся капсулы с различными бонусами, влияющими на ход игры: воздух, бомбы и другие. Для эксплуатации «Extreme Gear» необходимо пополнять баллон с воздухом, запас которого со временем заканчивается. Статистика по «топливу» показывается на шкале, расположенной в правой части экрана. Если уровень воздуха достигает нулевой отметки, то персонаж перестаёт использовать доску и бежит по уровню без неё. Пополнять баллон можно с помощью заездов на пит-стоп, сбора специальной капсулы с воздухом или попадания на скрытые участки зоны, где воздух пополняется при нажатии определённых клавиш (система quick time event). На трассах могут находиться трамплины и воздушные потоки, на которых можно выполнять трюки или заходить в занос на резких поворотах без потери скорости. После выполнения приёмов игроку присваивается ранг (оценка): самый худший — «C», лучший — «X». Чем лучше игрок выполнил трюк, тем более высокий присваивается ранг и тем больше даётся воздуха.
Всего в Sonic Riders четыре режима. В однопользовательском режиме «Story» присутствует сюжет, который делится на историю Героев (Соник, Тейлз, Наклз) и команды Вавилона (Джет, Шторм, Вейв). Остальные режимы — «Normal Race», «Mission» и «Survival» — представляют собой три вида мультиплеера. В отличие от «Story», у этих режимов отсутствует сюжетная линия, но игровой процесс схожий и реализована технология разделённого экрана. «Normal Race» делится на три типа: «Free Race», «Time Attack» и «World Grand Prix». В первом из них игрок проходит любым персонажем выбранную также на своё же усмотрение трассу, а во втором протагонисту необходимо показать лучший результат времени на каждом уровне. В «World Grand Prix» игрок проходит поочерёдно несколько трасс Героев или Вавилона, при завершении каждой из них подсчитываются итоговые очки. Участник, набравший наибольшее количество очков, выигрывает, а при завершении уровней на первом, втором или третьем месте — даются соответственно золотой, серебряный и бронзовый кубки. Режим «Mission» предлагает задания для команды Вавилона: они могут включать в себя завершение трассы за определённое время, сбор вещей на трассе и другие. При успешном выполнении задания игрок получает бронзовую, серебряную или золотую медаль. В режиме «Tag» соревнуются две команды по два персонажа. Двум парам необходимо пройти трассу так, чтобы оба участника в одной команде не отдалялись друг от друга на значительное расстояние. В противном случае у того участника, который уехал вперёд, теряется воздух и он останавливается до тех пор, пока к нему не приблизится отставший напарник. Победителем становится та команда, один из участников которой смог первым добраться до финиша. Режим «Survival», как и «Normal Race», делится на два типа: «Race Stage» и «Battle Stage». В «Race Stage» игроку нужно подобрать Изумруд Хаоса и проехать с ним через ворота некоторое количество раз для того, чтобы победить. Если у персонажа игрока кончается воздух, то Изумруд вновь появляется на случайном участке уровня, а если его сбивает оппонент, то драгоценный камень переходит к последнему. Побеждает тот участник, кто первым прошёл через определённое количество ворот. В «Battle Stage» предлагаются три трассы («Dual Towers», «Snow Valley» и «Space Theater»), на которых игроку нужно таранить своих оппонентов с помощью различных атак. На уровнях могут находиться капсулы с дополнительным уроном, защитой, воздухом и тому подобное.

### Персонажи
Все присутствующие в игре персонажи (которых всего 16, не считая Супер Соника) делятся на три категории: скорость, полёт и сила. Каждый из героев обладает своими характеристиками. Персонажи первого типа имеют высокие показатели скорости и низкие показатели управления, но способны к езде по перилам на трассе, начало которых подсвечивается синим цветом, а конец — красным. Второй тип характеризуется высокими показателями ускорения и управления, а также способны летать: специально для них на уровнях встречаются взлётные площадки, после проезда по которым они пролетают в воздухе через несколько больших колец. У персонажей третьего типа высокие показатели силы и низкие показатели ускорения, но они могут пробивать некоторые объекты на трассе (например, разрушать бочки и машины). Помимо основных характеристик, участники соревнований отличаются между собой показателями ускорения (англ. Dash), скорости (англ. Limit), силы (англ. Power) и управления (англ. Cornering). В специальном магазине можно для гонок обменять кольца на новые «Extreme Gear», которые имеют уникальные способности (например, автоматическая езда по перилам или неограниченный уровень воздуха), а также применять на соревнованиях возможности других типов («скорость», «полёт» или «сила») или же совмещать их. У каждого из персонажей есть своя особая атака, расходующая баллон с воздухом, с помощью которой можно увеличить скорость доски и сбить оппонента. Также участники гонок могут оставлять за собой торнадо и тем самым сбивать соперников с пути. Для разблокирования новых персонажей и «Extreme Gear» необходимо пройти режимы «Story» и «Mission».
| Скорость    | Полёт                | Сила            |
| ----------- | -------------------- | --------------- |
| Ёж Соник    | Майлз «Тейлз» Прауэр | Ехидна Наклз    |
| Эми Роуз    | Ласточка Вейв        | Альбатрос Шторм |
| Ястреб Джет | Крольчиха Крим       | Доктор Эггман   |
| Ёж Шэдоу    | Летучая мышь Руж     | Айай            |
| Улала       | Найтс                | E-10000G        |
| E-10000R    |                      |                 |

### Трассы
Всего в игре 16 трасс. Шесть уровней доступны в истории Героев, а семь — в сюжетной линии Вавилона. После успешного прохождения заданий в режиме «Mission» открывается трасса «Digital Dimension», аналогичное происходит и в «World Grand Prix»: если персонаж игрока занял одно из трёх высших мест на гран-при, то в игре становятся доступными уровни «Sega Carnival» и «Sega Illusion». Данные трассы не связаны с сюжетом и являются дополнительными для «Free Race».
| Герои   | «Metal City»  | «Splash Canyon» | «Egg Factory» | «Green Cave» | «Sand Ruins»  | «Babylon Garden» | «Digital Dimension» | «Sega Carnival» |
| Вавилон | «Night Chase» | «Red Canyon»    | «Ice Factory» | «White Cave» | «Dark Desert» | «Sky Road»       | «Babylon Guardian»  | «Sega Illusion» |

## Сюжет
Действие игры происходит на планете, похожей на Землю. Во время прогулки Соника, Тейлза и Наклза по городу «Metal City», лис Тейлз на своём радаре обнаруживает Изумруд Хаоса. В этот момент через окно здания городского банка вылетают ястреб Джет, ласточка Вейв и альбатрос Шторм, у которых и оказывается камень. Соник и Наклз одолевают сбившегося с доски Шторма, но ему и остальным всё равно удаётся сбежать. На следующий день доктор Эггман предлагает команде Героев принять участие в мировом гран-при на аэродосках «Extreme Gear». Чтобы попасть туда, участникам надо внести «вступительный взнос» — Изумруд Хаоса, а в случае победы на соревнованиях победителю достанется главный приз — все семь драгоценных камней. Команда Героев соглашается с правилами гонки и участвует в гран-при. Главными соперниками Героев является команда Вавилона (также известна как Вавилонские воры), в которой состоят вышеупомянутые Джет, Шторм и Вейв. После прохождения трассы «Splash Canyon», Соник и его друзья строят догадки, для чего Эггман устроил эти соревнования. После размышлений по поводу гонок, Тейлз рассказывает о знаке, который он видел на доске альбатроса, и о Вавилонах. Оказывается, что соперники Героев — мастера по созданию «Extreme Gear». Лис объясняет принцип работы воздушных досок, и в разговор вмешивается Вейв, которая прицепляет бомбу к средству передвижения ежа. После ещё одной гонки, Наклз идёт на «Egg Factory» и по пути сталкивается со Штормом, с которым чуть не начинает драться. После прохождения трассы «Green Cave», Соник отрабатывает трюки на доске. В этот момент появляется Джет, который дразнит ежа, а затем убегает. В это время Тейлз вспоминает слова Вейв об «Extreme Gear» и забирает доску Соника для проверки.
Перед последним этапом гран-при Джет, Шторм и Вейв узнают легенду о мальчике, которому вавилоняне подарили крылья. Ястреб собирается найти сокровище предков после окончания соревнований. Сам заключительный этап мероприятия проходит в «Sand Ruins» и в нём участвуют только Соник и Джет. На этом уровне лидирует Соник, но перед финишем Вейв нажимает на кнопку передатчика, и доска ежа взрывается из-за детонации бомбы, в результате чего победителем гран-при становится ястреб. Джет забирает все семь Изумрудов Хаоса, берёт активационный куб и призывает к себе Сад Вавилона. Однако Эггман забирает у Джета куб и улетает в Сад, попутно захватывая ежиху Эми Роуз. Финалист и победитель гонки догоняют злодея. Тем временем, пока ёж и ястреб борются с общим противником, Вейв, Тейлз, Шторм и Наклз убегают от роботов Эггмана. Соник ловит учёного и, с помощью своей новой доски, выбрасывает его из Сада. От злости, что Соник зацепил её потоком, когда вышвырнул доктора из сада, Эми начинает гоняться за ежом. После битвы с Эггманом, команда Вавилона открывает двери в сокровищницу. Когда они попадают в огромное пространство, слышится рычание. Вслед за Вавилоном, за поисками артефактов отправляются Соник, Тейлз, Наклз и Эми. Встретившись, обе команды встречают Вавилонского стража, которого побеждают, после чего они находят сундук. Эггман, под угрозой смерти, забирает его у экс-участников соревнований, но, разочаровавшись, теряет сознание, так как он думал, что там будут деньги, а не ковёр. Когда же Вейв и Тейлз исследуют ковёр, оказывается, что это — ковёр-самолёт. Джет приятно удивлён, что является потомком гениев, после чего он со своей командой прощается с Соником.

## Разработка и выход игры
| Системные требования    | Системные требования                                 | Системные требования                                 |
| ----------------------- | ---------------------------------------------------- | ---------------------------------------------------- |
|                         | Минимальные                                          | Рекомендуемые                                        |
| Windows                 |                                                      |                                                      |
| ОС                      | 2000/XP                                              | 2000/XP                                              |
| ЦПУ                     | Pentium III (1 ГГц) или AMD-эквивалент               | Pentium 4 1,4 ГГц                                    |
| Объём ОЗУ               | 128 МБ                                               | 512 МБ                                               |
| Место на диске          | 3 ГБ                                                 | 3 ГБ                                                 |
| Информационный носитель | DVD                                                  | DVD                                                  |
| Видеокарта              | Direct3D или её эквивалент                           | Direct3D или её эквивалент                           |
| Дисплей                 | разрешение 640 × 480, глубина цвета 16 бит или лучше | разрешение 640 × 480, глубина цвета 16 бит или лучше |
| Звуковая плата          | аудиокарта, совместимая с DirectSound                | аудиокарта, совместимая с DirectSound                |

Первые идеи о создании Sonic Riders появились у руководства издательства Sega в начале 2005 года. По словам сотрудника Sonic Team, Такаси Юды, поклонники ежа Соника давно хотели видеть гоночный проект серии Sonic the Hedgehog, поскольку после выхода Sonic R в 1997 году не было выпущено ни одной игры серии в жанре гонки. Sonic Riders для консолей Xbox, PlayStation 2 и GameCube, а также ПК с операционной системой Windows, разрабатывалась тремя студиями: Sonic Team, Now Production и United Game Artists. Кроме консольной и компьютерной версии, компания Backbone Entertainment создавала игру для портативной игровой приставки Game Boy Advance, но по неизвестным причинам она была отменена. Руководителем проекта стал дизайнер Кэндзиро Моримото, а продюсером выступил Такаси Юда. За дизайн уровней и сценарий игры отвечал Хироси Миямото, программированием занимался Кэнъити Косида, а арт-директора́ Юдзи Уэкава и Хидэаки Мория работали над визуальным стилем персонажей и трасс соответственно. Юдзи Нака, один из создателей Соника, занимал должность исполнительного продюсера.
В ходе разработки Sonic Riders была существенно изменена концепция игрового процесса, присущая предыдущим частям франшизы в жанре гонки: все персонажи используют для гонок своеобразные ховерборды — «Extreme Gear». Как и в Sonic Heroes, персонажи в игре делятся на три типа: скорость, полёт и сила. Во время соревнований большое значение имеют трамплины и воздушные потоки. Тем не менее, в Sonic Riders по-прежнему используются элементы из предыдущих игр серии: высокая скорость, кольца и персонажи, обладающие различными способностями. По словам Юды, игра объединяет экстремальные виды спорта, высокоскоростные гонки и сражения между персонажами, а также был создан новый футуристический стиль геймплея и трасс. Помимо игрового процесса, Sonic Riders проработан и с визуальной стороны: используются созданные компанией Production I.G видеоролики, высокая кадровая частота, примерно до 60 кадров в секунду, а также эффект размытия для ощущения высокой скорости.
В Sonic Riders были представлены новые персонажи — команда Вавилона — в её состав входят ястреб Джет, альбатрос Шторм и ласточка Вейв. История, строящаяся вокруг них, имеет элементы Ближнего Востока (например, в сюжете присутствуют волшебная лампа, ковёр-самолёт и сад, выполненный в арабском стиле). Другие новые персонажи — созданные доктором Эггманом роботы серии E-10000. Несмотря на появление в серии вышеописанных дебютантов, основными героями в сюжете по-прежнему являются ёж Соник, лис Тейлз и ехидна Наклз. Некоторые персонажи из предыдущих частей серии, такие как крольчиха Крим, ёж Шэдоу и другие, являются дополнительными, которых можно открыть в процессе прохождения игры. Кроме того, в Sonic Riders использованы персонажи других серий издателя Sega, таких как Nights into Dreams…, Super Monkey Ball, Space Channel 5 и других, а на некоторых трассах встречаются отсылки к вышеупомянутым вселенным.
Игра была анонсирована 7 сентября 2005 года. Впоследствии до выпуска разработчики опубликовывали на официальном сайте игры и интернет-порталах трейлеры и информацию с описанием особенностей геймплея. На выставке Tokyo Game Show 2005 была показана демонстрационная версия гоночной игры для PlayStation 2 и GameCube. Выход Sonic Riders состоялся в феврале 2006 года в США и Японии. В Европе и Австралии игра вышла в марте того же года. Sonic Riders была выпущена к 15-летию серии Sonic the Hedgehog. Распространением Sonic Riders в России занималась компания «Софт Клаб». Позже, осенью 2006 года, игра была портирована для персональных компьютеров под управлением Windows. В 2009 году Sonic Riders вошёл в состав сборника Sonic PC Collection для Windows.

## Музыка
Созданием музыкального сопровождения для Sonic Riders занимались композиторы из лейбла Wave Master: Томонори Савада (по совместительству также являлся звукорежиссёром), а также Кэнъити Токои, Фумиэ Куматани и Хидэаки Кобаяси. Музыкальные композиции игры были исполнены в жанрах рок и техно-музыка. По словам Такаси Юды, треки были созданы в быстром темпе для того, чтобы сердце игроков колотилось от ощущения высокой скорости гонок.
Исполнителем главной музыкальной темы игры «Sonic Speed Riders» выступил певец Runblebee (музыка Sonic Riders является первой работой этого исполнителя для серии игр Sonic the Hedgehog), а слова к ней были написаны Томонори Савадой. Данная композиция проигрывается во вступительной заставке игры. Вторая вокальная композиция «Catch Me If You Can» (тема Вавилонских воров) также исполнена Runblebee и проигрывается во время финальных титров после прохождения истории команды Вавилона. Данная песня появилась в новом варианте в продолжении Sonic Riders: Zero Gravity, тоже исполненная Runblebee, а в Sonic Free Riders была использована музыкальная тема «Start-Up Your EX Gear» в изменённом варианте, а также тема трассы «Metal City». Помимо ремиксов, треки «Metal City» и «Sonic Speed Riders» были включены в альбом 2016 года Sonic the Hedgehog 25th Anniversary Selection, выпуск которого был приурочен к 25-летию серии Sonic the Hedgehog.
16 марта 2006 года студия Wave Master выпустила музыкальный альбом Sonic Riders Original Soundtrack «Speedbeats Grand Prix» (яп. ソニックライダーズ オリジナル サウンドトラック スピードビーツ グランプリ Соникку Райда:дзу Оридзинару Саундоторакку Супи:доби:цу Гурампури). Саундтрек содержит в себе 21 трек из игры и два ремикса главных музыкальных тем: «Sonic Speed Riders (Electro Express Mix)» и «Catch Me If You Can (Rockin’ Beats Mix)».
| №                   | Название                                   | Текст песни         | Музыка              | Исполнитель         | Длительность |
| ------------------- | ------------------------------------------ | ------------------- | ------------------- | ------------------- | ------------ |
| 1.                  | «Sonic Speed Riders»                       | Томонори Савада     | Томонори Савада     | runblebee           | 1:42         |
| 2.                  | «Start-Up Your EX Gear!»                   |                     | Томонори Савада     |                     | 1:26         |
| 3.                  | «Eggman Again!»                            |                     | Кэнъити Токои       |                     | 1:28         |
| 4.                  | «Theme of Metal City»                      |                     | Томонори Савада     |                     | 2:56         |
| 5.                  | «Theme of Babylonian»                      |                     | Фумиэ Куматани      |                     | 3:30         |
| 6.                  | «Legend of Babylonian»                     |                     | Фумиэ Куматани      |                     | 0:43         |
| 7.                  | «Theme of Splash Canyon»                   |                     | Томонори Савада     |                     | 4:13         |
| 8.                  | «Theme of Egg Factory»                     |                     | Томонори Савада     |                     | 3:27         |
| 9.                  | «Theme of Green Cave»                      |                     | Томонори Савада     |                     | 3:23         |
| 10.                 | «Get Ready for the Big Event»              |                     | Томонори Савада     |                     | 2:24         |
| 11.                 | «Theme of Sand Ruins»                      |                     | Кэнъити Токои       |                     | 5:06         |
| 12.                 | «Rise of the Babylon Garden»               |                     | Фумиэ Куматани      |                     | 0:36         |
| 13.                 | «Theme of Babylon Garden»                  |                     | Фумиэ Куматани      |                     | 4:26         |
| 14.                 | «Theme of Digital Dimension»               |                     | Фумиэ Куматани      |                     | 4:26         |
| 15.                 | «High Flying Groove»                       |                     | Томонори Савада     |                     | 3:16         |
| 16.                 | «The Real Treasure»                        |                     | Фумиэ Куматани      |                     | 0:28         |
| 17.                 | «Catch Me If You Can»                      | runblebee           | Кэнъити Токои       | runblebee           | 3:44         |
| 18.                 | «Survival Step»                            |                     | Томонори Савада     |                     | 2:13         |
| 19.                 | «Theme of Sega Carnival»                   |                     | Фумиэ Куматани      |                     | 4:08         |
| 20.                 | «Sonic Speed Riders» (Electro Express Mix) | Томонори Савада     | Томонори Савада     | runblebee           | 4:47         |
| 21.                 | «Catch Me If You Can» (Rockin’ Beats Mix)  | runblebee           | Кэнъити Токои       | runblebee           | 5:41         |
| Общая длительность: | Общая длительность:                        | Общая длительность: | Общая длительность: | Общая длительность: | 64:03        |

## Озвучивание
В озвучивании персонажей Sonic Riders на английском языке принимали участие актёры дубляжа 4Kids Entertainment. Несмотря на то что в видеороликах доктора Эггмана озвучивал Майк Поллок, бо́льшая часть диалогов в геймплее — это повторно использованные фрагменты озвучивания Дима Бристоу из предыдущих частей серии. Персонажи на японском языке были озвучены теми же сэйю, что и в играх, начиная с Sonic Adventure.
Версии для PlayStation 2, Xbox и ПК имеют обе версии озвучивания вместе с субтитрами. Они присутствуют в Японии и в странах Северной Америки. В европейских версиях PlayStation 2 и Xbox функция смена озвучивания удалена, однако её можно вернуть посредством смены языка в системном меню консоли. В версии для GameCube, по причине ограниченного размера у мини-диска ёмкости свободной памяти, доступно только одно озвучивание в соответствии с регионом, но субтитры доступны на нескольких языках.
| Персонаж             | Японский актёр озвучивания | Английский актёр озвучивания                     |
| -------------------- | -------------------------- | ------------------------------------------------ |
| Ёж Соник             | Дзюнъити Канэмару          | Джейсон Гриффит                                  |
| Ястреб Джет          | Дайсукэ Кисио              | Джейсон Гриффит                                  |
| Майлз «Тейлз» Прауэр | Рё Хирохаси                | Эми Пэлэнт                                       |
| Ласточка Вейв        | Тиэ Накамура               | Эрика Шрёдер                                     |
| Ехидна Наклз         | Нобутоси Канна             | Дэн Грин                                         |
| Альбатрос Шторм      | Кэндзи Номура              | Дэн Грин                                         |
| Эми Роуз             | Таэко Кавата               | Лиза Ортис                                       |
| Доктор Эггман        | Тикао Оцука                | Майк Поллок (видеоролики) Дим Бристоу (геймплей) |
| Крольчиха Крим       | Саяка Аоки                 | Ребекка Хэндлер                                  |
| Летучая мышь Руж     | Руми Отиай                 | Карен Лин Такетт                                 |
| Ёж Шэдоу             | Кодзи Юса                  | Джейсон Гриффит                                  |
| Айай                 | Каору Морота               | не указан в титрах                               |
| Улала                | не указана в титрах        | Аполло Смайл                                     |
| E-10000G, E-10000R   | не указан в титрах         | Мэдди Блоштейн                                   |
| Страж Вавилона       | не указан в титрах         | Мэдди Блоштейн                                   |
| Омочао               | Эцуко Кодзакура            | Лиза Жаклин                                      |
| Примечания: 1. 2. 3. |                            |                                                  |

## Оценки и мнения
| Сводный рейтинг       | Сводный рейтинг | Сводный рейтинг | Сводный рейтинг | Сводный рейтинг |
| Издание               | Оценка          | Оценка          | Оценка          | Оценка          |
| Издание               | GC              | PC              | PS2             | Xbox            |
| --------------------- | --------------- | --------------- | --------------- | --------------- |
| GameRankings          | 63,46 %         | 43,33 %         | 59,70 %         | 58,84 %         |
| Game Ratio            | 58 %            | N/A             | 56 %            | 57 %            |
| Metacritic            | 59/100          | N/A             | 55/100          | 56/100          |
| MobyRank              | 52/100          | 53/100          | 58/100          | 59/100          |
| Иноязычные издания    |                 |                 |                 |                 |
| Издание               | Оценка          | Оценка          | Оценка          | Оценка          |
| Издание               | GC              | PC              | PS2             | Xbox            |
| 1UP.com               | C               | N/A             | D+              | C               |
| AllGame               | [ 23 ]          | [ 64 ]          | [ 23 ]          | [ 23 ]          |
| Edge                  | 4/10            | N/A             | N/A             | N/A             |
| EGM                   | 5,17/10         | N/A             | N/A             | N/A             |
| Eurogamer             | N/A             | N/A             | N/A             | 5/10            |
| G4                    | N/A             | 3/5             | N/A             | N/A             |
| Game Informer         | 5/10            | N/A             | N/A             | N/A             |
| GamePro               | [ 43 ]          | N/A             | [ 43 ]          | [ 43 ]          |
| GameRevolution        | C               | N/A             | C               | C               |
| GameSpot              | 6,6/10          | 6,2/10          | 6,6/10          | 6,6/10          |
| GameSpy               | [ 68 ]          | N/A             | N/A             | N/A             |
| GamesRadar+           | 5/10            | N/A             | 5/10            | 5/10            |
| GameZone              | 7/10            | N/A             | 7/10            | 7/10            |
| IGN                   | 6,2/10          | 4,2/10          | 6,2/10          | 6,2/10          |
| Nintendo Power        | 8/10            | N/A             | N/A             | N/A             |
| Nintendo World Report | 6/10            | N/A             | N/A             | N/A             |
| OPM                   | N/A             | N/A             | 2/5             | N/A             |
| OXM                   | N/A             | N/A             | N/A             | 5/10            |
| PALGN                 | N/A             | N/A             | 5,5/10          | N/A             |
| Play (UK)             | 7/10            | N/A             | 7/10            | 7/10            |
| TeamXbox              | N/A             | N/A             | N/A             | 7/10            |
| VideoGamer            | N/A             | N/A             | 3/10            | N/A             |
| XboxAddict            | N/A             | N/A             | N/A             | 50 %            |
| Русскоязычные издания |                 |                 |                 |                 |
| Издание               | Оценка          | Оценка          | Оценка          | Оценка          |
| Издание               | GC              | PC              | PS2             | Xbox            |
| Absolute Games        | N/A             | 66 %            | N/A             | N/A             |
| «Игромания»           | N/A             | 4,5/10          | N/A             | N/A             |
| «Страна игр»          | 6/10            | 6/10            | 6/10            | 6/10            |
| Консоль               | 7,8/10          | N/A             | 7,8/10          | 7,8/10          |

После выхода Sonic Riders получила от прессы неоднозначные отзывы. По данным сайта GameRankings, средняя оценка игры составляет 63,46 % для GameCube, 59,70 % для PlayStation 2, 58,84 % для Xbox, и 43,33 % для ПК. Схожая статистика опубликована на Metacritic — 59 баллов для GameCube, 56 баллов для Xbox и 55 баллов для PlayStation 2. Критикам в игре в основном не понравилось неудобное управление и визуальный стиль, но в то же время они хвалили идею создания футуристической гоночной игры и разнообразные трассы. Помимо этого, многие рецензенты в своих обзорах сравнивали Sonic Riders с симулятором сноубординга SSX от компании Electronic Arts. Несмотря на неоднозначную реакцию прессы, на июль 2006 года было продано 930 тысяч экземпляров игры, что позволило получить Sonic Riders статус «бестселлера» на всех игровых консолях шестого поколения. После выхода Sonic Riders для персональных компьютеров с операционной системой Windows, к марту 2007 года Sega удалось продать ещё 560 тысяч экземпляров игры в странах Северной Америки.
Мнения критиков об игровом процессе разделились. Согласно отзыву обозревателя Мэтта Касамассины из сайта IGN, игра получилась в целом лучше, чем Shadow the Hedgehog, потому что у последнего «механика была ошибочна на каждом шагу». Несмотря на то что у геймплея отсутствует своя «идентичность» (как отмечал в конце рецензии критик, игровой процесс Sonic Riders — это компромисс между гонками и сноубордом), в игре остаётся чувство скорости и присутствуют «непредсказуемые» трассы. Для Тима Тэккета (Game Revolution) наиболее увлекательным в Sonic Riders показался режим миссий, но разочаровался в остальных «идентичных» режимах. Представитель интернет-портала Nintendo World Report, Аарон Калузка, к минусам игры отнёс «кривой» режим обучения и общее качество продукта. «Sonic Riders пытается внести в [жанр] гонки что-то новое, но в конце концов оказывается не отполированным продуктом», — подытоживал журналист. Алекс Наварро из сайта GameSpot заявил, что гонка выглядит неплохо и, за исключением некоторого замедления частоты кадров, обеспечивает ту скорость, которую ждали игроки. В российском журнале «Страна игр» критик Константин Говорун в целом разделил мнение своих коллег: хоть в игре и есть недостатки, «но играть можно». Единогласно рецензенты раскритиковали неудобное управление: в большинстве обзоров упоминалось, что игроку, проходя Sonic Riders, будет трудно освоиться и получать от него удовольствие.
Визуальный стиль и графика были смешано оценены прессой. Касамассина отметил, что, с одной стороны, игра работает на высокой частоте кадров и использует отличные визуальные эффекты, но, с другой, ей не хватает проработанных объектов и детализации текстур. Похожее мнение было и у Тома Орри из VideoGamer, который похвалил высокую кадровую частоту, но в то же время заметил, что, с учётом не впечатляющих визуальных эффектов, в Sonic Riders и не должно быть какого-то замедления; однако критикам не понравилась пониженная частота кадров в многопользовательском режиме. Жорж Буш из Absolute Games положительно оценил графику, «буйство красок» и хорошие трассы, подытожив всё это словами: «Ладно скроенные модельки и богатая анимация „спортсменов“ здорово оживляют картинку». Совершенно противоположное мнение о дизайне игры было у представителей из GameZone и «Страны игр». По мнению рецензента с первого сайта, внешний вид трасс в Sonic Riders является беспорядочным, в то время как Говорун назвал его сомнительным: «Дизайн трасс – абсолютно сумасшедший. Все очень сумбурно и нелогично». Кроме уровней, оба журналиста в своих обзорах раскритиковали устаревшую графику.
Пресса в целом положительно отзывалась о музыкальном сопровождении игры. Обозреватель из IGN назвал саундтрек Sonic Riders приемлемым и отметил, что хотя в мелодиях и присутствуют некоторые «дрянные гитарные риффы», но в игре также есть и треки, которые лучше подходят к уровням. Схожее мнение сложилось и у Тони Инграссия (XboxAddict), который заметил, что музыка немного отличается от прошлых игр серии: «больше хэви-метала, меньше похоже на Соника». У рецензента из сайта Game Revolution не вызвали каких-либо особых впечатлений техно-композиции и звуковые эффекты. Положительно музыку Sonic Riders оценил критик сайта Absolute Games, заметив, что бодрый техно-саундтрек отлично вписался в хорошие трассы игры. «Музыка ненавязчива, песни в отрыве от игры воспринимаются „на раз“» — остался под приятным впечатлением Максим Слесарев, обозреватель журнала «Консоль». Негативный отзыв оставил Мэтт Хельгесон, представитель Game Informer: «Соник доказывает, что он так же хорошо разбирается в плохом техно, как и в плохом металле 80-х».
Сюжет игры и работа актёров озвучивания были негативно оценены критиками. Обозревателям не понравилась «бессмысленная» история и «раздражающие» диалоги. Касамассина писал, что хоть и «история не выигрывает ни одной награды», однако её подача с помощью видеороликов в реальном времени интересна и наполнена она утомительным, но соответствующим озвучиванием. Алекс Наварро заявил, что сюжет будет неинтересным никому, кроме самых ярых фанатов Соника, приведя в пример бессвязную историю, непродуманные действия персонажей и глупые диалоги. Тим Тэккет назвал сюжет «ужасающим». Похожее мнение высказал Том Орри, заявив, что история довольно запутанная и не имеет смысла, а озвучивание было названо удивительно ужасным со «смехотворными диалогами». «Короткая сюжетная кампания, показывающая события глазами „добрых“ и „злых“ (озвученных почему-то одним и тем же актером), обходится без откровений», — пишет Жорж Буш. Более благосклонно к сюжетной составляющей отнёсся Говорун, похвалив в своей рецензии интересных персонажей.
Негативные отзывы сосредоточились вокруг портированной версии Sonic Riders для персональных компьютеров, согласно которым игроки получили тормозящую частоту кадров, медленный игровой процесс и неудобное управление. Чарльз Ониэт из IGN заявил, что покупать игру на компьютер бессмысленно. Представитель сайта разочаровался в качестве портирования: «Игра полагается на быстрый темп гонки, и удивительно, что он замедляется, если играть в одиночку, по крайней мере на некоторых системах. Если играете вдвоём, то частота кадров проседает ещё хуже». Алекс Наварро из GameSpot раскритиковал многочисленные недоработки при портировании многопользовательского режима и графики, но наибольшее разочарование вызвало управление: «Без аналогового геймпада эта игра недалека от неиграбельной». Похожее мнение высказал коллега российского журнала «Игромания»: «И без того довольно скверное консольное развлечение на PC превратилось в тормозящую гонку без поддержки геймпадов. Таким портом можно пугать на ночь разработчиков».

### Влияние
В Sonic Riders была впервые представлена команда Вавилона, состоящая из ястреба Джета, альбатроса Шторма и ласточки Вейв. С тех пор эти персонажи появлялись в следующих играх и комиксах про ежа Соника. Сюжет Sonic Riders был адаптирован в комиксах Sonic the Hedgehog (№ 163—164) и Sonic Universe (№ 33—35) от издательства Archie Comics. С 2006 года издательством Brady Games выпускались книги, где содержалось руководство и дополнительная информация по игре.
В 2008 году для консолей PlayStation 2 и Wii был выпущен сиквел — Sonic Riders: Zero Gravity (Sonic Riders: Shooting Star Story в Японии). По сюжету Соник, Тейлз и Наклз получили предупреждение о роботах, которые нападают на город. Команда Соника намеревается получить легендарные артефакты «Космического ковчега» (англ. Ark of the Cosmos), которые обладают способностью управлять гравитацией. Схожие планы по захвату ценностей есть и у команды Вавилона. В итоге поиски окончательно приводят к войне между двумя командами. Чтобы выявить победителя, обе команды принимают участие в гонке на воздушных досках. Главным призом гонок является артефакт из космического ковчега. В игре используется игровой процесс Sonic Riders, но с небольшими изменениями (например, добавлена кастомизация воздушных досок). Как и Sonic Riders, сиквел получил неоднозначные отзывы от критиков.